# 42 Cassiopeiae
42 Cassiopeiae, som är stjärnans Flamsteed-beteckning, är en möjlig dubbelstjärna belägen i den mellersta delen av stjärnbilden Cassiopeia. Den har en skenbar magnitud på ca 5,18 och är svagt synlig för blotta ögat där ljusföroreningar ej förekommer. Baserat på parallax enligt Gaia Data Release 2 på ca 11,2 mas, beräknas den befinna sig på ett avstånd på ca 291 ljusår (ca 89 parsek) från solen. Den rör sig bort från solen med en heliocentrisk radialhastighet av ca 7 km/s.

## Egenskaper
Primärstjärnan 42 Cassiopaeiae A är en blå till vit stjärna i huvudserien av spektralklass B9 V. Den har en massa som är ca 2,7 solmassor, en radie som  är ca 2,6 solradier och utsänder ca 66 gånger mera energi än solen från dess fotosfär vid en effektiv temperatur av ca 10 100 K.
42 Cassiopeiae är en misstänkt förmörkelsevariabel av Algol-typ (EA:), som har visuell magnitud +5,18 och varierar i amplitud med 0,3 magnituder med en period av 16,77 dygn.